# Айос-Стефанос (Ласитион)
А́йос-Сте́фанос (греч. Άγιος Στέφανος) — деревня в Греции в восточной части острова Крит. Входит в общину (дим) Иерапетру в периферийной единице Ласитионе в периферии Крите. Население 131 жителей по переписи 2011 года.
Расположена в 30 километрах к северо-востоку от Иерапетра и 40 километрах к юго-западу от Ситии и в 6 километрах севернее посёлка Макриялоса.
В посёлке находится исторический и архитектурный памятник — храм в честь святого Стефана, а архидиакон Стефан считается святым покровителем жителей посёлка.

## Экономика
Экономика посёлка основана в основном на производстве сельскохозяйственной продукции одним из основных компонентов которой является выращивание оливок и производство из них оливкового масла. Развито также частное парниковое хозяйство, производящее томаты, огурцы и ряд овощей.

## Общинное сообщество Айос-Стефанос
В общинное сообщество Айос-Стефанос входят 2 населённых пункта. Население 891 жителей по переписи 2011 года. Площадь 15,955 квадратных километров.
| Наименование  | Население (2011), человек |
| ------------- | ------------------------- |
| Айос-Стефанос | 131                       |
| Макриялос     | 760                       |

## Население
| Год  | Население, человек |
| ---- | ------------------ |
| 1991 | 265                |
| 2001 | 192                |
| 2011 | ↘ 131              |